# Církevní otcové

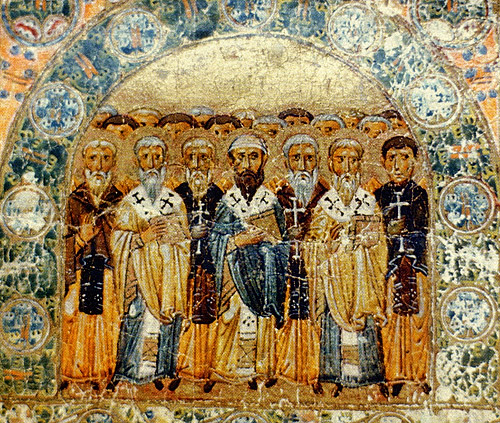
Církevní otcové na miniatuře z 11. století

Církevní otcové je označení pro[kdo?] církevní spisovatele křesťanského starověku, jejichž svědectví církev považuje za zvlášť závazné pro víru.
Slovo otec získalo tento svůj význam v průběhu 4. století,[zdroj?] které je považováno[zdroj?] za zlatý věk patristiky. Termínu se užívalo pro rozlišení od slova „otcové“, kterým se označovali biskupové shromáždění na koncilu.

## Kritéria
Pro označení někoho za církevního Otce je nutné, aby splňoval následující kritéria:
- pravověrnost nauky [kým?]
- svatost života
- schválení církví [kým?]
- starobylost

### Spisovatelé katolické církve
Pro zařazení autora do této skupiny je nezbytné, aby zanechal písemné dílo a náležel ke katolické církvi. Není nezbytně nutné, aby byl biskupem (jako např. sv. Basil) či knězem (jako sv. Jeroným), může jim být i laik – např. Prosper Akvitánský.

### Časové vymezení
Tento autor též musí časově náležet do doby křesťanského starověku, tedy k epoše, kdy křesťanství bylo náboženstvím velmi mladým. Toto období je proto velmi podnětné pro teologii, protože v jeho průběhu lze[kdo?] pozorovat vznik a vývoj všech křesťanských nauk. Církevní Otcové jsou proto považováni[kým?] za hodnověrné svědky rané křesťanské víry, za určitý článek podání víry (tradice), která dnešní křesťanství pojí s křesťanstvím počátků. Krom toho jde o období nerozdělené západní a východní církve, takže tito autoři jsou považováni[kým?] za společné dědictví v celé církvi.
Na Západě se tato doba ohraničuje stoletím po pádu Římské říše; za poslední latinské Otce jsou považováni[kým?] sv. Řehoř Veliký (540–604) a sv. Isidor Sevillský (560–636). Na Východě, kde antická kultura nezačala upadat tak rychle, se patristická epocha ukončuje teprve v 8. století a za posledního církevního Otce je považován sv. Jan Damašský (675–749).

### Autorita ve víře
Posledním kritériem církevních Otců je, že tento člověk musí být považován církví za zvlášť velkou autoritu ve věcech víry. Toto schválení stačí implicitní, a proto je někdy nesnadné určit, jedná-li se pouze o církevního spisovatele nebo Otce.

## Církevní učitelé
Označení „církevní Otec“ nelze zaměňovat s pojmem „učitel církve“, ač mezi oběma skupinami existuje průnik. Titul učitel církve se oficiálně uděluje (jmenováním papežem) až od roku 1567 (kdy byl církevním učitelem jmenován sv. Tomáš Akvinský), do té doby byl uznáván na základě všeobecného souhlasu (tedy stejně jako titul církevní otec až dosud). Do té doby byli na Západě mezi církevní učitele počítáni jen učitelé tzv. velké čtyřky (viz dále).

## Čtyři církevní otcové

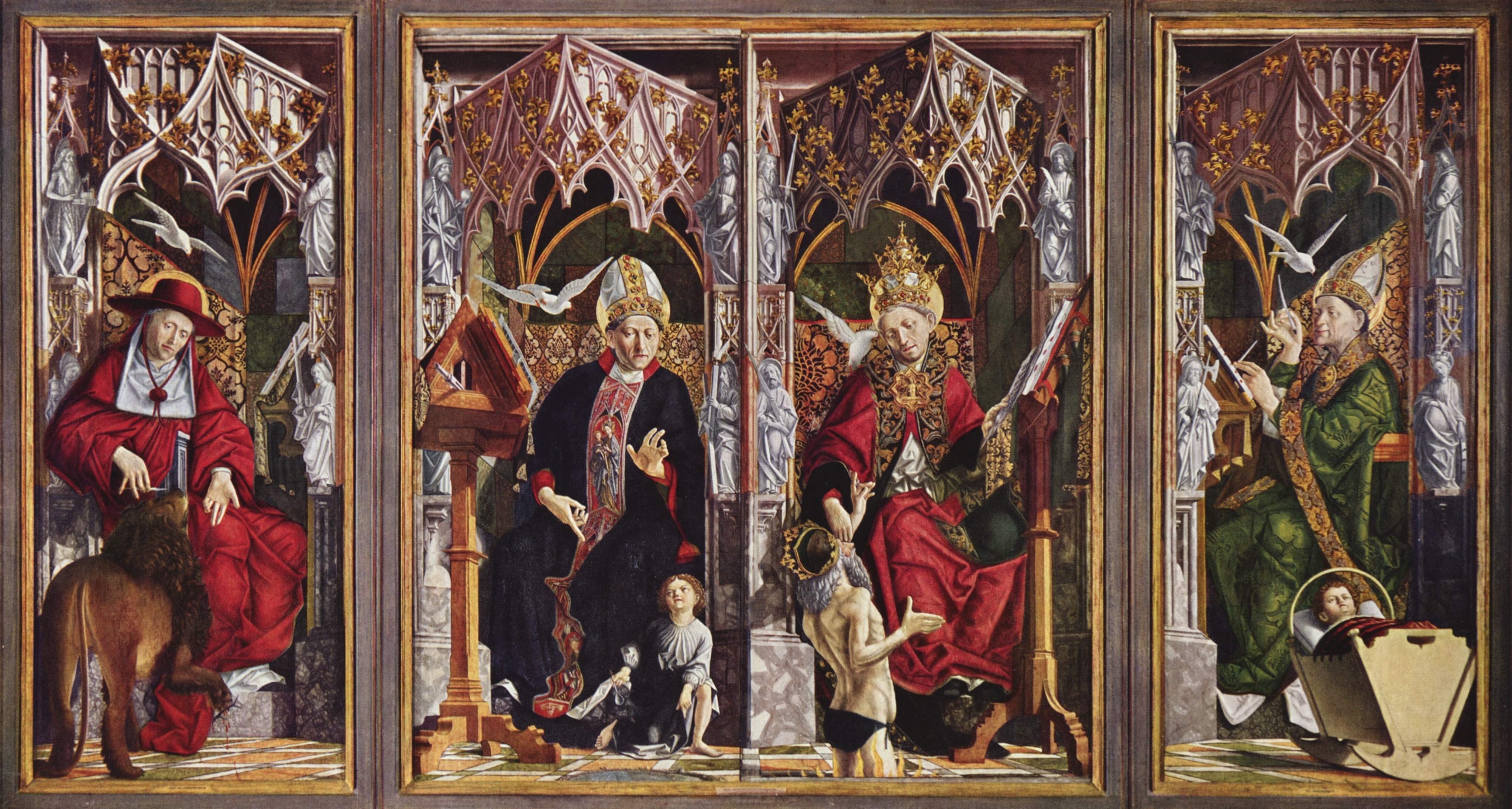
Jeroným, Augustin, Řehoř a Ambrož,
čtyři západní církevní otcové (Michael Pacher, 15. století)

Jako čtyři církevní otcové nebo učitelé bývají někdy jmenováni vybraní čtyři představitelé východní (řecké) nebo západní (latinské) církevní oblasti.
Čtyři velcí východní (řečtí) církevní otcové:
- svatý Atanáš (Athanasios)
- svatý Basil
- svatý Řehoř Naziánský
- svatý Jan Zlatoústý

Čtyři velcí západní (latinští) církevní otcové:
- svatý Ambrož
- svatý Jeroným
- svatý Augustin
- svatý Řehoř Veliký, případně Lev Veliký

### V umění
Tři velcí východní církevní otcové jsou ztvárněni Ignácem Platzerem jako soubor soch v nadživotní velikosti v křížení lodí chrámu sv. Mikuláše na Malé Straně v Praze (svatého Atanáše nahrazuje jiný východní církevní otec, Cyril Alexandrijský).

## Autorita církevních Otců
Autorita církevních Otců se zakládá na kvalitě jejich svědectví o víře v prvých staletích. Protože katolické a pravoslavné církve chápou tradici jako důležitou součást pravidla či kritéria své víry, je pro ně výpověď takto starobylých autorů zvlášť závažná.
Tak se např. španělský dominikánský teolog 16. století Melchior Cano domnívá, že se „všichni Otcové v tom, kde se shodují, nemohou v záležitostech víry mýlit“ (De locis theologicis 7,3). První vatikánský koncil považuje tzv. patristický důkaz za nedílnou součást zkoumání dogmatických otázek.
Výše zmíněné názory pocházejí principiálně již z pera mnicha a kněze Vincence z Lerina († před 450), jenž položil tyto základy autority církevních Otců:
"Všechno, co se svatí Otcové mohli v jednotě smýšlení a cítění domnívat, budiž považováno za pravou a katolickou nauku církve bez jakékoli pochyby či skrupule.
Ti, kteří přijdou později, nemohou věřit nic jiného, než co uchovala posvátná starobylost svatých Otců jednomyslně v Kristu." (Commonitorium, 41 a 43).

## Přehled významných církevních Otců
Církevní Otce lze klasifikovat na základě doby, kdy žili, a jazyka, jímž psali.

### Přednicejští Otcové
Označují církevní Otce, kteří žili před rokem 325, kdy se sešel První nikajský koncil. Toto období se vyznačuje především skutečností, že křesťanství nebylo v Římské říši povoleným náboženstvím a že nauka církve nebyla společně definována (ačkoli její stopy ve spisech těchto autorů lze hledat a nacházet).
Tento přehled v některých místech nutně nevytváří jasnou hranici mezi církevními Otci a církevními spisovateli (viz výše).

#### Apoštolští Otcové
Mezi tzv. apoštolské Otce patří generace žáků apoštolů, tj. ti, které církev (případně oni sami) označují jako ty, kteří ještě viděli apoštoly a přijali jejich víru.
- sv. Klement Římský († asi 101)
- sv. Ignác z Antiochie († asi 106)
- sv. Polykarp ze Smyrny († mezi 155 a 167)
- sv. Papiáš z Hierapole († kolem 140)
- autor Didaché (zač. 2. století)
- autor listu Barnabášova (kolem 130)
- autor Pastýře Hermova (mezi 130 a 140)

#### Apologeti2. století
- Aristides z Athén (* kolem 130)
- sv. Justin Mučedník († 165)
- Athénagorás († asi 180?)
- Tacián Syrský († asi 172)
- Theofilos z Antiochie (kolem 180?)
- autor listu Diognétovi (mezi 140 a 200)

#### Protiheretičtí autoři 2. století
- sv. Irenej z Lyonu (asi 140–208)
- sv. Hippolyt Římský (asi 170 – asi 235)

#### Otcové 3. století

##### Řečtí Otcové
- sv. Klement Alexandrijský († asi 202)
- Órigenés (185 – 254)
- Dionýsios z Alexandrie († asi 265)
- Petr z Alexandrie († asi 311)
- Méthodios z Olympu

##### Latinští Otcové
- Tertullianus (155 – asi 220)
- Minucius Felix
- sv. Cyprián z Kartága (asi 200–258)
- Novatianus (asi 200–258)
- Viktorín z Ptuje († asi 303/304)
- Lactantius (asi 260 – asi 325)

### Zlatý věk patristiky (325-451)

#### Otcové nicejské víry
Tito Otcové se vyznačují především svou obranou Nicejského vyznání víry.
- Eusébius z Césareje (asi 265–339)
- sv. Cyril Jeruzalémský († 387)
- Alexandr z Alexandrie († 328)
- sv. Atanáš (Athanasios) z Alexandrie (asi 296–373)
- Marcel z Ankyry († 374)
- sv. Didymos Slepý (313–398)
- sv. Hilarius z Poitiers (315–367)
- Marius Victorinus († 362)

#### Kapadočtí Otcové
Kapadocké Otce spojuje kromě vysoké úrovně jejich teologie i místo původu – Kappadokie v dnešním Turecku.
- sv. Řehoř z Nazianzu (Naziánský) řečený Teolog (329–390)
- sv. Basileios z Kaisareie (též Veliký) (330–379), bratr Řehoře z Nyssy
- sv. Řehoř z Nyssy (Nysský) řečený Mystik (335–394)

#### Antiochijská škola
- Diodóros z Tarsu († 394)
- Theodor z Mopsvestie († 428)
- sv. Jan Chrysostomos (též Zlatoústý) (345–407)
- Theodorétos z Kyrrhu († asi 466)

#### Západní Otcové 4. století
- sv. Ambrož († 393?)

#### Otcové 5. století
- sv. Cyril Alexandrijský (380–444)
- Rufinus z Aquileje († 410)
- sv. Jeroným (Hieronymus) (347–420)
- sv. Augustin z Hippo (354–430)
- sv. Lev Veliký (406–461)

### Konec patristické éry

#### Východ
- sv. Pseudo-Dionýsios Areopagita (konec 4. století)
- sv. Maxim Vyznavač (580–662)
- sv. Jan Damašský (asi 675 – asi 749)

#### Západ
- sv. Boëthius (480–524)
- sv. Řehoř Veliký (540–604)
- sv. Isidor Sevillský (asi 560–636)